# Étréville
Étréville är en kommun i departementet Eure i regionen Normandie i norra Frankrike. Kommunen ligger i kantonen Routot som tillhör arrondissementet Bernay. År 2022 hade Étréville 669 invånare.

## Befolkningsutveckling
Antalet invånare i kommunen Étréville
Referens:INSEE